# Milton (Delaware)
Milton je gradić u američkoj saveznoj državi Delaware. Prema popisu stanovništva iz 2010. u njemu je živjelo 2.576 stanovnika.